# Pazo de Castro Monteagudo
O Pazo Castro Monteagudo é um pazo barroco do século século XVIII localizado na rua Pasantería, junto à Praça da Leña na cidade de Pontevedra, em Espanha, no coração do centro histórico.

## História
O pazo Castro Monteagudo foi construído em 1760, como indicado num documento em latim encontrado durante a sua reforma. O seu promotor e proprietário foi José de Castro Monteagudo, o primeiro auditor da província marítima de Pontevedra.
Mais tarde, no andar superior, foi instalada a escola unitária para rapazes e, no andar inferior, a loja La Imperial, o restaurante La Flor ou uma oficina de carpintaria.
Em 1928, o Museu de Pontevedra comprou-o ao seu proprietário Casimiro Gómez Cobas por 52.000 pesetas a fim de aí instalar o museu. Este pazo tornou-se a sua primeira sede. Castelao, patrono fundador do museu, participou nas ideias da sua reforma e adaptação para se tornar um museu: fez vários desenhos para a distribuição interior e para a varanda superior, que ainda se conservam. O edifício foi aberto ao público como um museu a 10 de agosto de 1929.
As obras de ampliação do pazo começaram em abril de 1936. A parte com um arco que o liga ao pazo García Flórez foi acrescentada em 1943, segundo o projecto do arquitecto Robustiano Fernández Cochón, que foi também responsável  pela incorporação de uma torre no pazo.

## Descrição
Este solar urbano tem uma fachada principal na rua Pasantería de características austeras, com duas janelas e uma porta central com uma varanda no andar superior e uma porta de entrada no centro e mais duas janelas no res-do-chão.
Na fachada sul há uma varanda notável sustentada por grandes cachorros sobre os quais se encontram três colunas de pedra que suportam o telhado. O paço tem no final desta fachada uma torre com várias janelas e uma varanda que foi acrescentada no século XX, bem como um brasão de pedra com as armas de Pontevedra. Na fachada que se abre para o jardim interior, destaca-se também o escudo de Pontevedra. O pazo tem 739 metros quadrados de superfície construída.
O edifício alberga coleções de arqueologia,  arte pré-romana e ourivesaria romana e pinturas espanholas, italianas e flamengas góticas, renascentistas e barrocas do século XVIII. Pinturas de Pedro Berruguete, Juan Correa de Vivar, Eugenio Cajés e Juan Pantoja de la Cruz, entre outros, estão em exposição.
Após a sua renovação aprovada em 2022, os espaços interiores serão diáfanos e livres de obstáculos, deixando apenas as paredes-mestras originais que lhe darão uma aparência unificada. O pazo terá também uma ampla ligação subterrânea com o pazo de García Flórez.

## Galeria

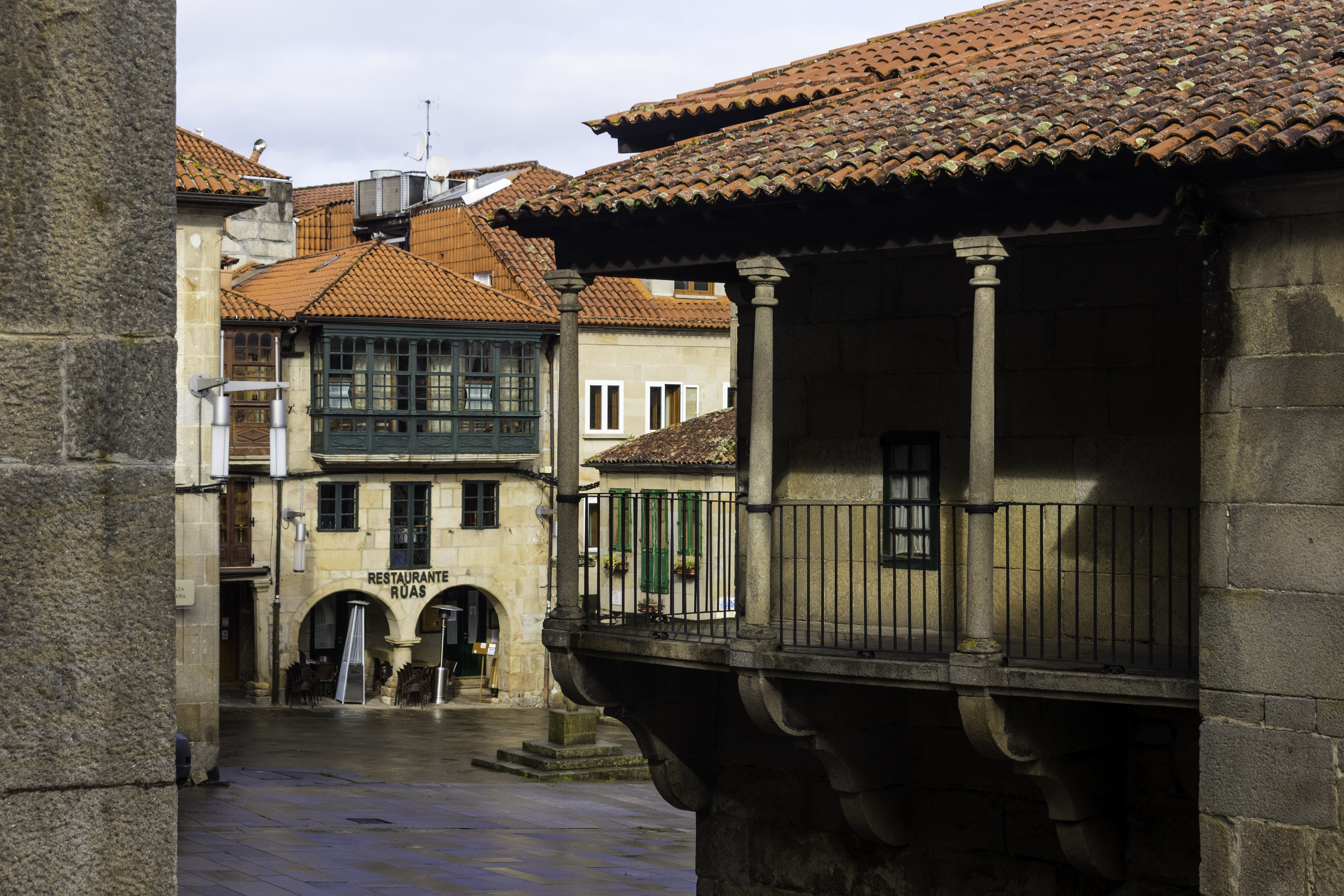
Varanda e cachorros da fachada sul
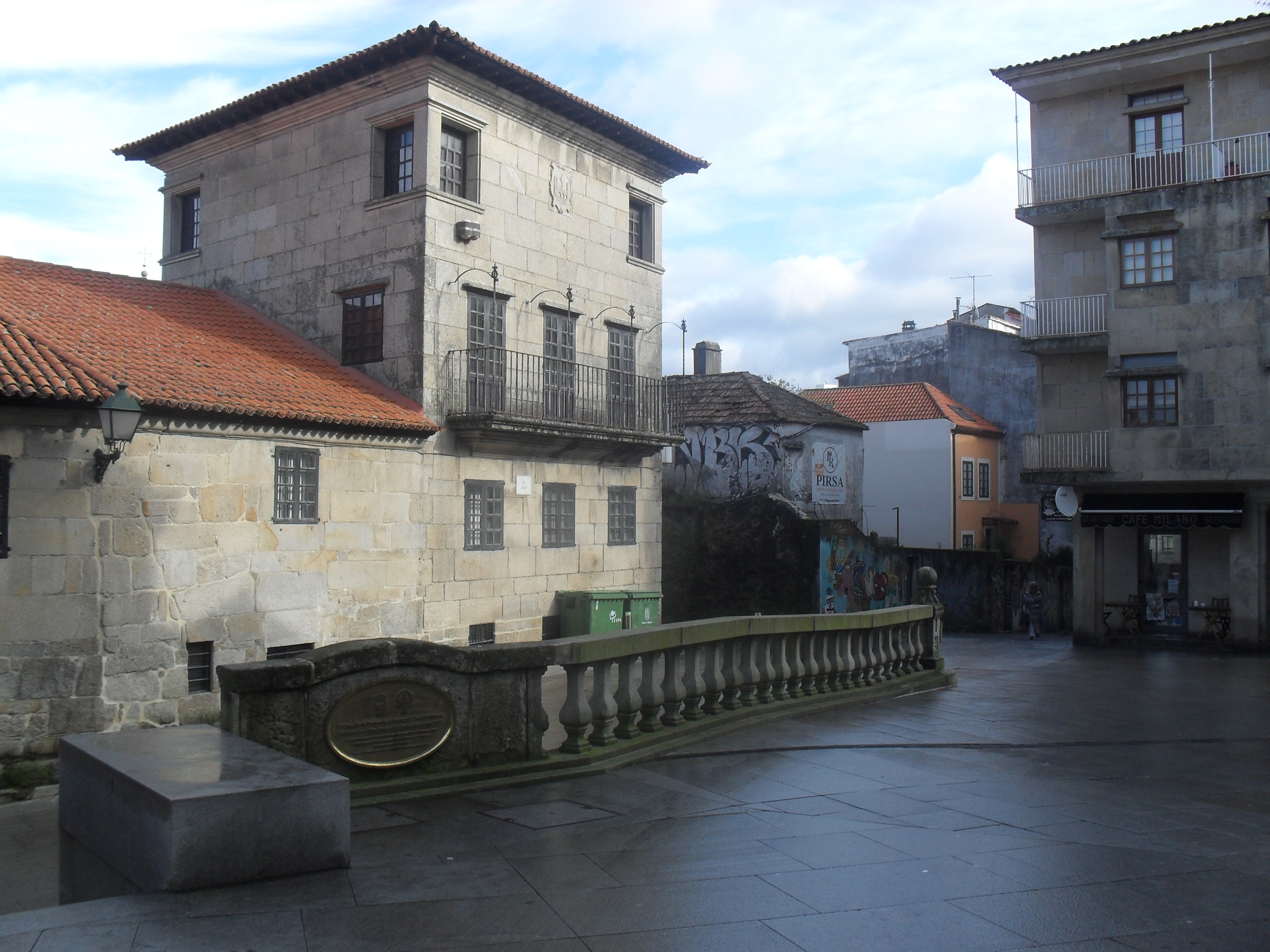
Torre
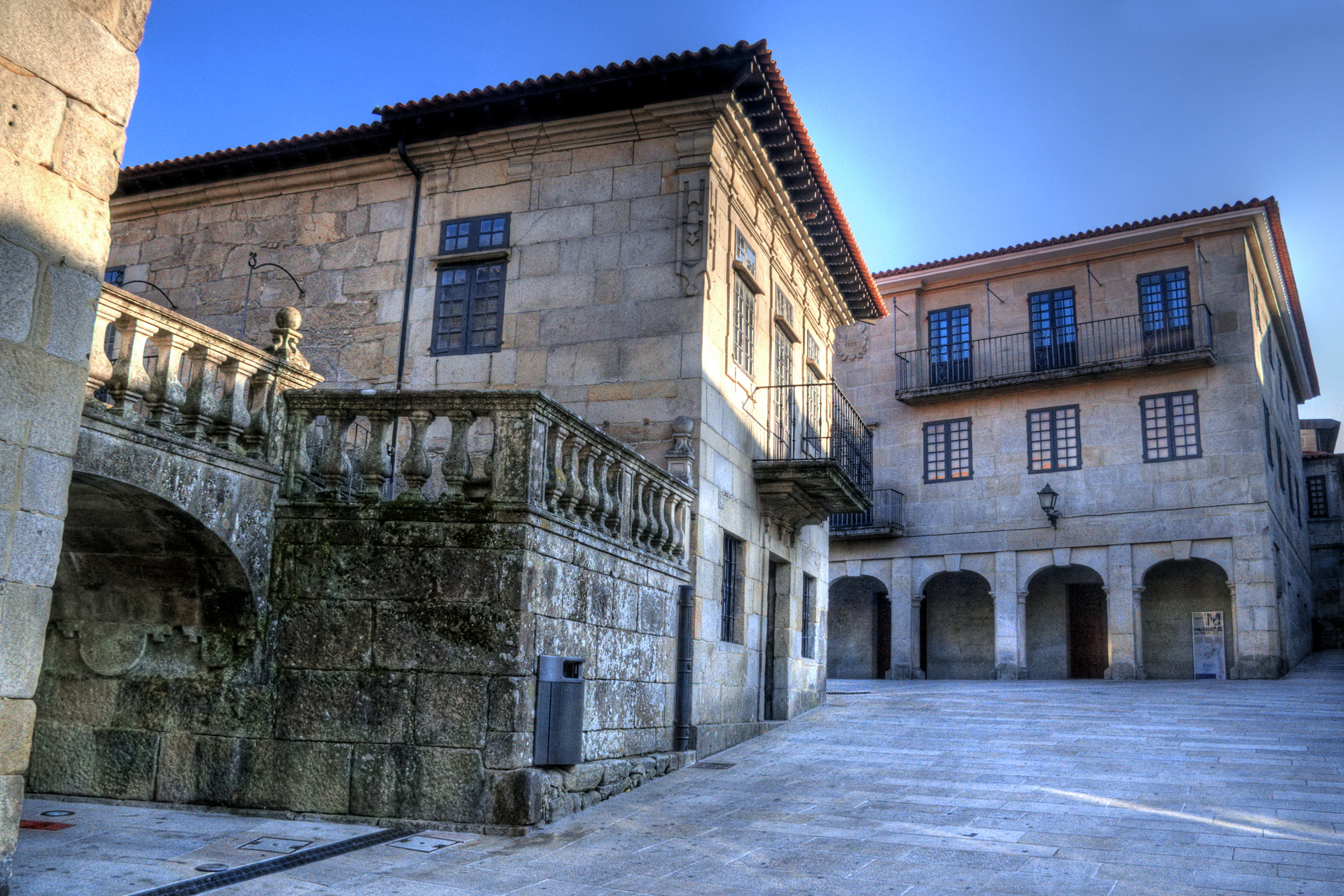
Arco e ponte adicionados em 1943
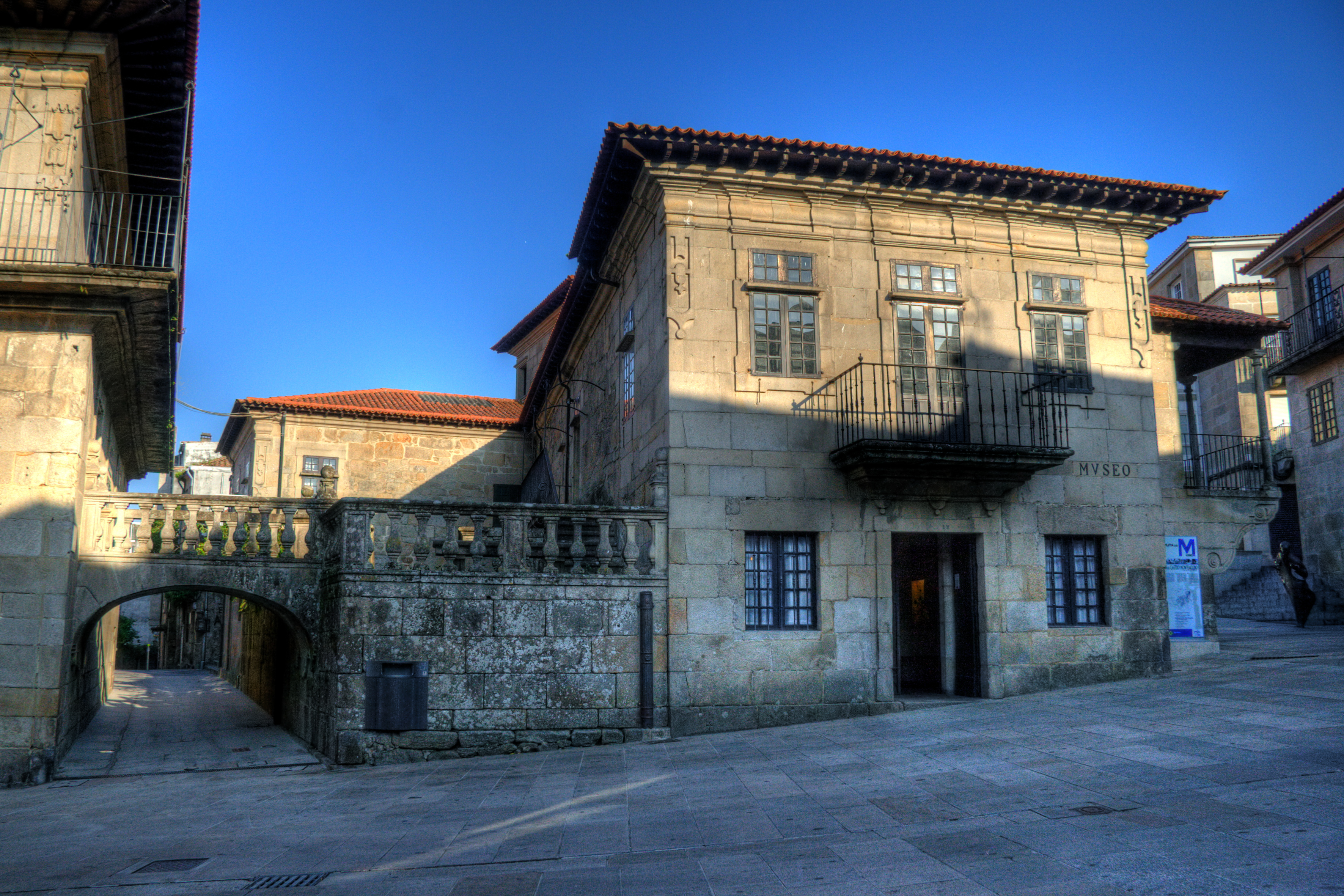
Fachada principal
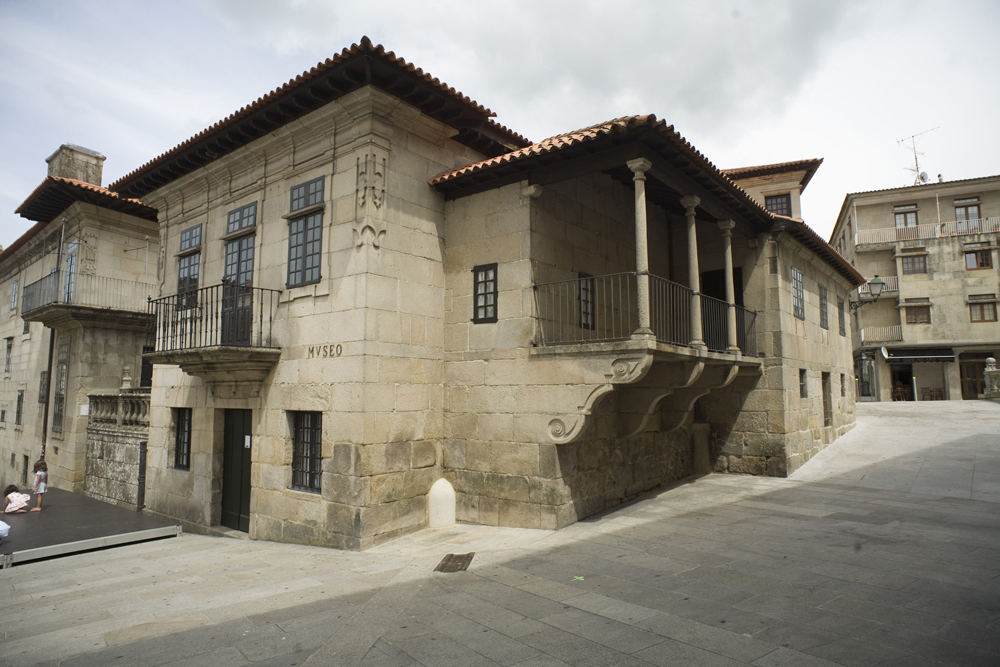
Fachada e varanda
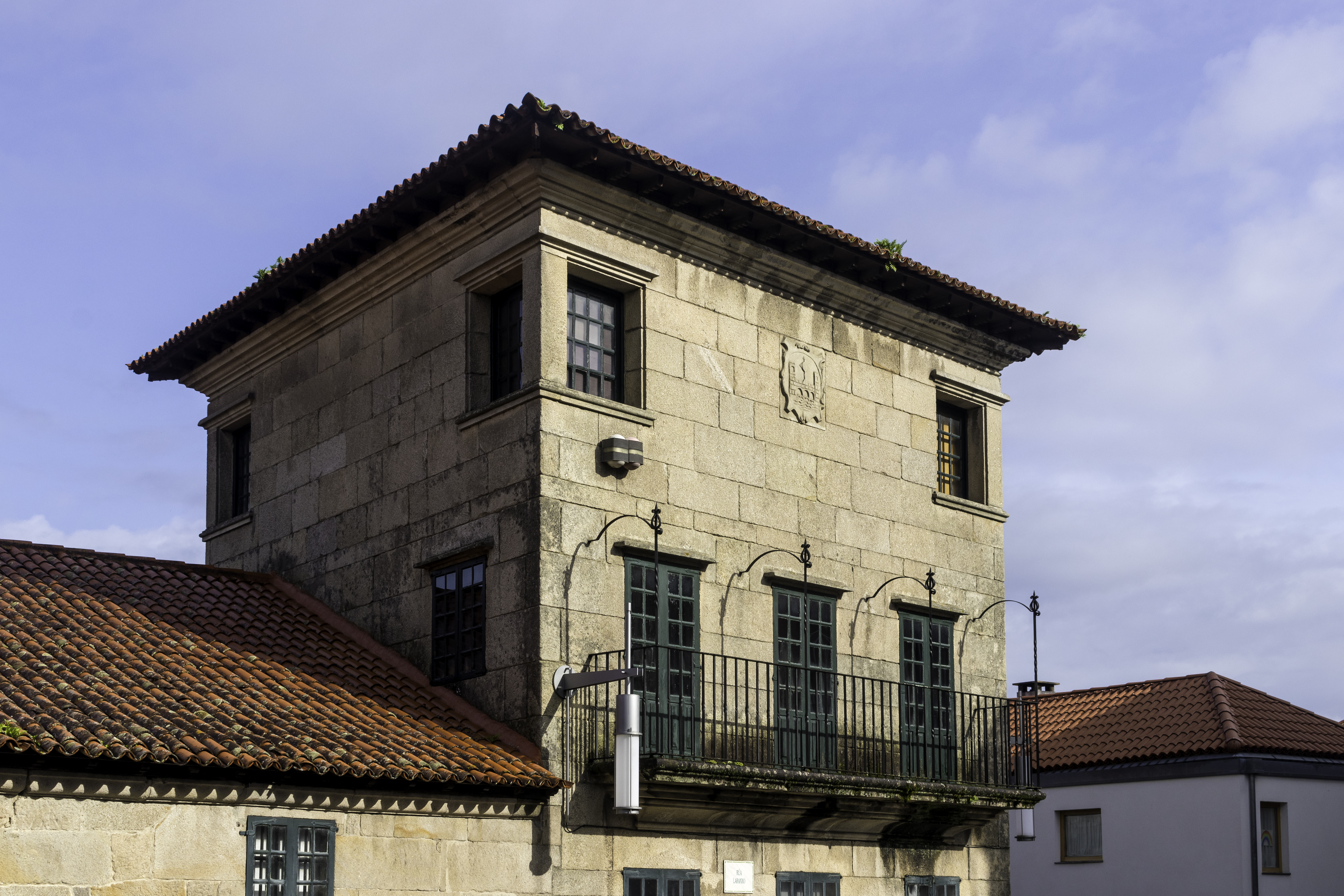
Torre
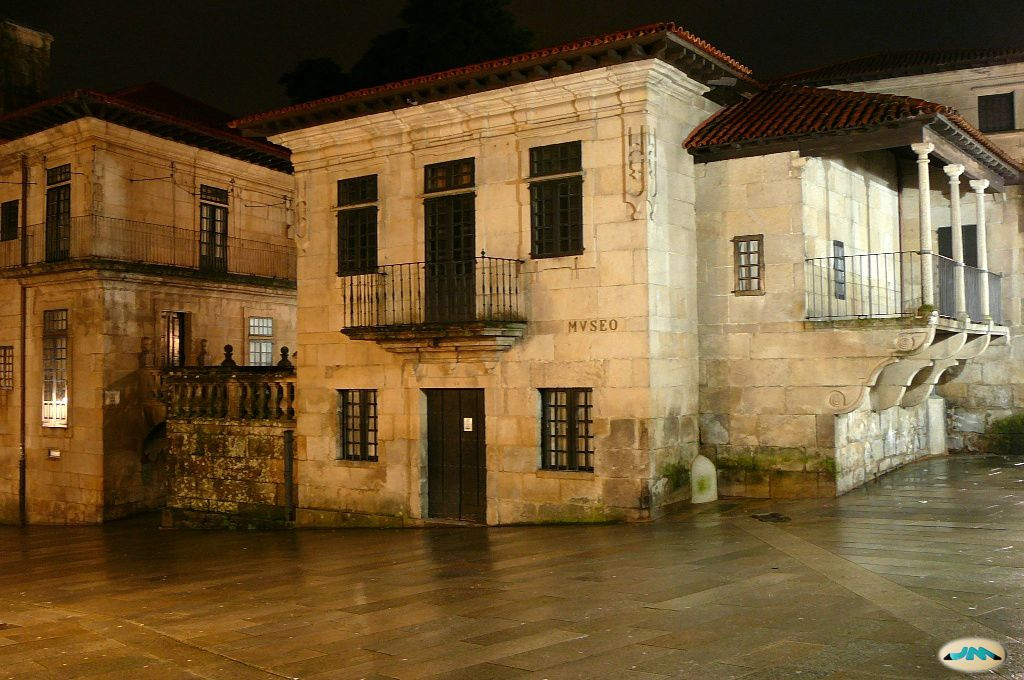
O pazo à noite
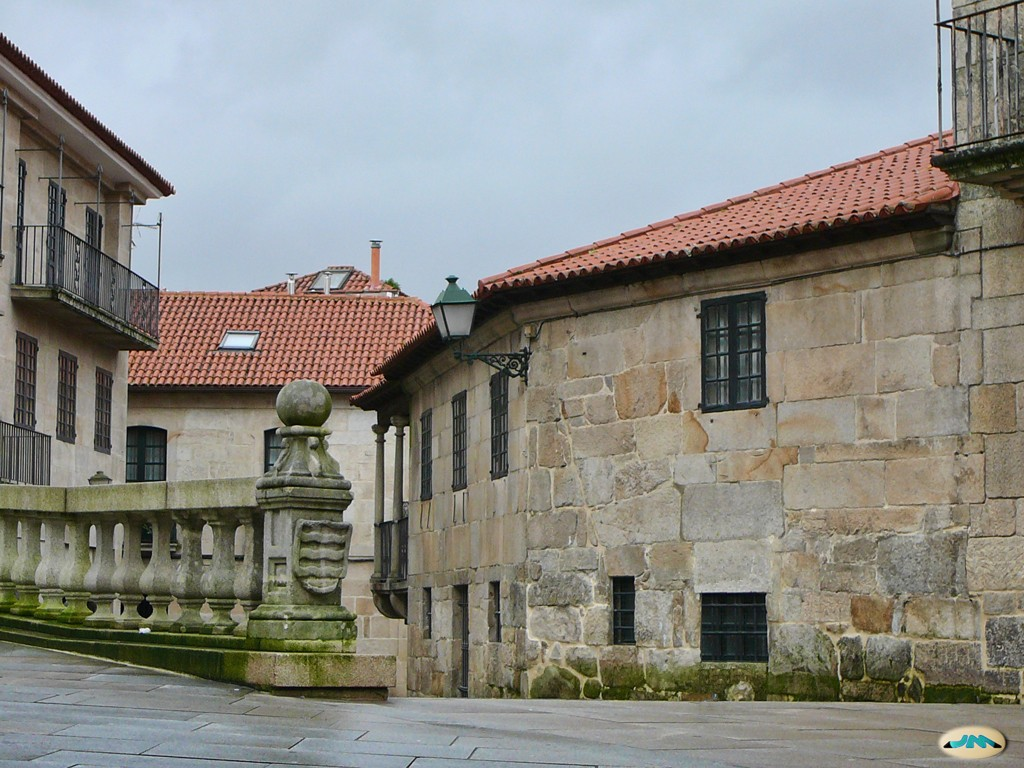
Fachada sul
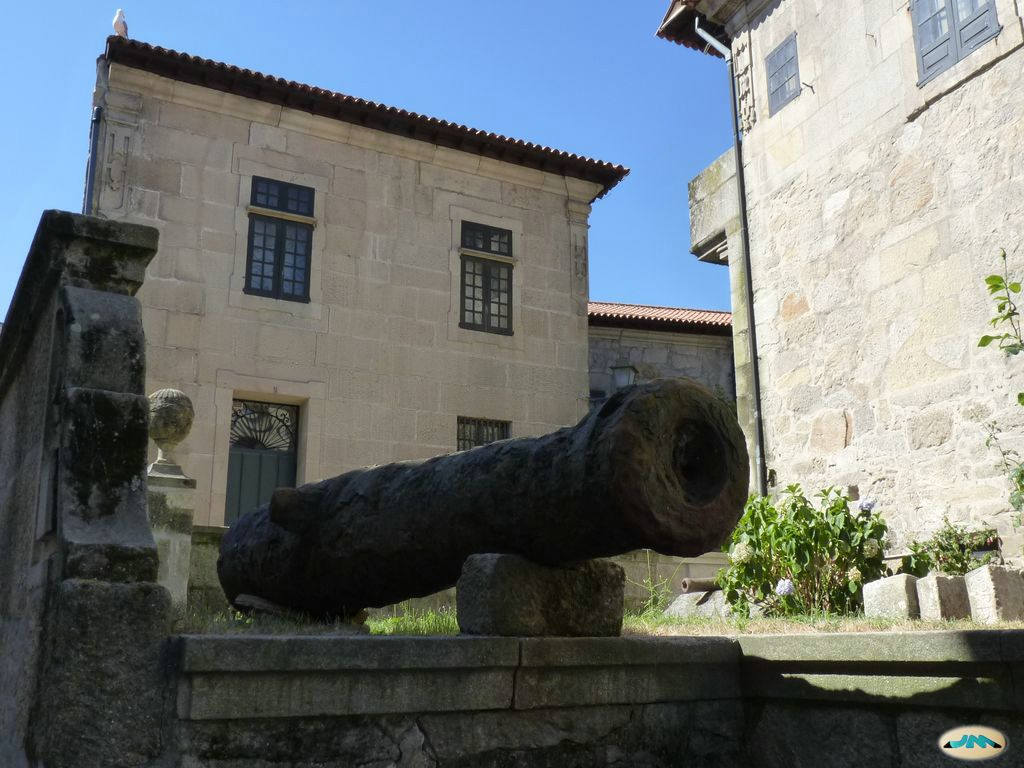
Fachada norte.
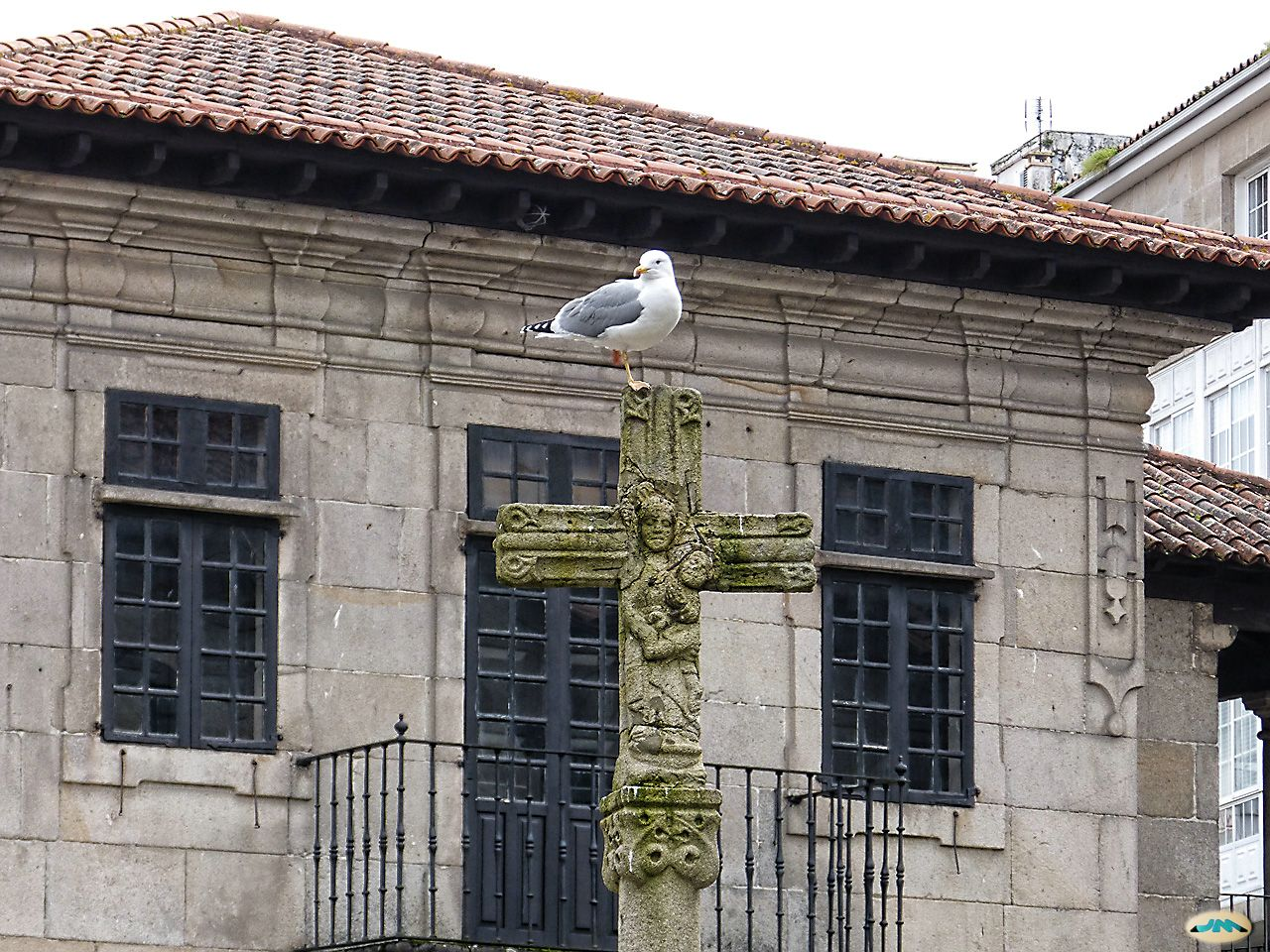

### Outros artigos
- Museu de Pontevedra
- Pazo de García Flórez
- Praça da Lenha